# Медиальная поддерживающая связка

## Этимология
Медиальная поддерживающая связка надколенника (от лат. retinaculum patellae mediale).
Медиальная поддерживающая связка надколенника - связка, представляющая собой продолжение сухожилия четырехглавой мышцы бедра, идущая с медиальной стороны от надколенника и прикрепляющаяся на переднем крае медиального мыщелка большеберцовой кости; укрепляет коленный сустав. Медиальная поддерживающая связка надколенника образована волокнами апоневроза медиальной широкой мышцы бедра. Прикрепляется к бугристости большеберцовой кости.
Также эта связка может называться так: "Медиальная (внутренняя) связка", "Внутренняя поддерживающая связка", "Внутренняя коллатеральная связка коленного сустава".

## Функция
Надколенный сустав состоит из бедренной, большеберцовой и надколенной кости. Внутри него расположены медиальные и латеральные хрящевые прослойки, выполняющие двигательную и стабилизирующую функции. Так как на колено всегда приходится большая нагрузка, оно укреплено со всех сторон большим количеством связок. Связки надколенника очень прочные и способны выдерживать любую нагрузку. Устойчивость надколенника более чем на 50 % обеспечивается внутренней бедренно-надколенниковой связкой. В общем, связки надколенника подразделяются на два типа:связкой. В общем, связки надколенника подразделяются на два типа:
1)Сухожилия, расположенные снаружи коленного сустава( малоберцовая и большеберцовая коллатеральные связки, косая связка, дугообразная и надколенная связка),
2)Сухожилия, расположенные внутри сустава (задняя крестообразная связка, передняя крестообразная связка).
Наружные и внутренние сухожилия образуют поддерживающие связки надколенника. Кроме соединения костей, связочный аппарат вместе с сухожилиями выполняют функции стабилизации сустава.
Большеберцовая коллатеральная связка располагается от внутренней части мыщелка до внутренней стороны большеберцовой кости и способствует удержанию голени от наружного наклонения.

## Травма
Разрыв связки надколенника — редкая, но тяжелая травма, возникающая преимущественно у мужчин в возрасте от 20 до 40 лет, ведущих активный образ жизни. Возможно, разрыв связки надколенника служит итогом ее многократных микротравм. В норме связку взрослого человека порвать почти невозможно. Разрыв, как правило, указывает на ту или иную степень тендинита, который можно подтвердить клинически или, по крайней мере, гистологически. Клинически разрыву связки надколенника могут предшествовать колено прыгуна (у молодых людей) и проявления выраженной дегенеративной тендинопатии у пожилых. Обычно связка надколенника рвется только на одной ноге, но описаны и двусторонние разрывы.

## Симптомы
При осмотре обычно обнаруживают выпот в коленном суставе или гемартроз. При полном разрыве, включая поддерживающие связки, надколенник смещается проксимально за счет сокращения сухожилия четырехглавой мышцы бедра. Разгибание нарушено или существенно ослаблено, и больной не может ни разогнуть ногу в колене, ни удержать ее разогнутой после пассивного разгибания. При частичных разрывах, а также при разрывах с сохранением поддерживающих связок у больных возможно в какой-то мере активное разгибание, но сопротивление сгибанию нарушено. В ряде случаев удается пропальпировать дефект. Если больной обратился не сразу, организующаяся гематома или фиброз могут скрыть дефект. Тем не менее у этих больных будут, как правило, характерные анамнестические данные и, нередко, атрофия четырехглавой мышцы бедра, нарушение разгибания и анталгическая походка.

## Лечение
Если повреждена только медиальная коллатеральная связка коленного сустава, доктор травматолог порекомендует консервативное лечение. Оно заключается в иммобилизации коленного сустава в удобном прямом ортезе, который делает невозможным сгибание и разгибание в коленном суставе. Помимо этого доктор порекомендует эластичное бинтование или ношение компрессионного трикотажа, а также специальные препараты, которые препятствуют образованию тромбов в венах. Это критично важно, поскольку любые травмы нижней конечности могут спровоцировать тромбоз глубоких вен, поэтому необходимо регулярно посещать доктора на контрольных осмотрах и строго выполнять рекомендации. При соблюдении рекомендаций грамотного и опытного травматолога-ортопеда медиальная коллатеральная связка заживает 3-4 недели в зависимости от степени изначального повреждения. Далее после прекращения иммобилизации и начале активных движений на первое время пациентам рекомендуется применение специального стабилизирующего наколенника для предупреждения повторного повреждения внутренней боковой связки.